# بنجامين ديسكين
بنجامين ديسكين (Benjamin Diskin) (إسمه الكامل بنجامين آيزاك ديسكين (Benjamin Isaac Diskin)) هو ممثل أمريكي ولد في 25 أغسطس 1982 في مقاطعة لوس أنجلوس, كاليفورنيا.

## أدواره في السينما الأمريكية
- شرطي الحضانة - سلفستر

## أدواره في الأنمي

### مسلسلات أنمي تلفزيونية
- ناروتو - أراشي فوما
- ناروتو شيبودن - ساي
- فرسان التنكاي - توكسا دالتون، نوتوس, أورنغور
- إندماج الديجيمون - شاوتمون، كيوتمون
- أكسل وورلد - آش رولر
- بلد+ - كاي مياغوسوكو
- ستيتش! - ستيتش، تاكيو
- كيه - ميساكي ياتا
- كيل لا كيل - تاكاهارو فوكورودا، كانيو تاكارادا
- بلاد لاد - وولف
- سيلور مون - غوريو أومينو
- ألدنوا زيرو - جون هيومراي
- سورد آرت أونلاين II - ديث غان، غينرو
- آيرون مان - إيتشيرو ماسودا
- إكس-من - فتى متحول
- بليتش - زايل أبورو غرانتز، أبيراما ريدر
- تايغر آند باني - إدوارد
- الخطايا السبع المميتة - بان
- الخطايا السبع المميتة: تلميحات الحرب المقدسة - بان
- الخطايا السبع المميتة: إعادة إحياء الوصايا - بان
- مغامرة جوجو الغريبة - جوزيف جوستار
- البلدة في غيابي - ساتورو فوجينوما
- بونغو ستراي دوغز - ميتشيزو تاتشيهارا، سوغيموتو
- فيت/أبوكريفا - دارنيك بريستون يغدميلينيا
- موب سايكو 100 - مياغاوا
- الإكسورسيست الأزرق: ملك كيوتو الملوث - كينزو شيما
- أبطال الزهور الستة - هانس هامبتي
- تيلز أوف زيستيريا ذا كروس - أتاك، روكورو رانغيتسو
- نيون جينيسيس إيفانجيليون - كينسكي آيدا (الدبلجة الثانية)

### أنمي الإنترنت
- بي البداية - كاموي
- بوكيمون جينيريشنز - لانس

### أفلام أنمي
- فيلم بليتش: فصل الجحيم - شورين
- كينغسلايف: فاينال فانتازي 15 - بيلنا كارا
- الخطايا السبع المميتة: أسرى السماء - بان
- بوروتو: ناروتو الفيلم - ساي

## أدواره في الرسوم المتحركة
- هيا آرنولد! - يوجين
- أولاد الجيران - رقم 1, رقم 2
- مغامرات سكوبي دو - بنجي، ترافيس
- سبيكتاكيولار سبايدرمان - إيدي بروك/فينوم
- هالك وعملاء سماش - سكار
- ألتيميت سبايدرمان - سبايدرهام
- ميراكيولوس: مغامرات الدعسوقة والقط الأسود - نينو لاهيف/كارابيس، ماكس كانتي/بيغاسوس، بابلر، جيمر، إكس واي، نورو، جان/دب الشر، درع الصدمة، أوبليفيو، ساس
- زاك ستورم - آلان غامبل
- تحول ميكارد - أوكتا، براندون, القط سيزار, Mugan, الضفدع (الحلقة 8B), مدرسة الحرس (الحلقة 13A), حارس أمن (الحلقة 15A)

## أدواره في ألعاب الفيديو
- كينغدوم هارتس 3D: دريم دروب ديستانس - زيانورت الشاب
- غود إيتر بورست - كاريل شنايدر
- ناروتو شيبودن: كيزونا درايف - ساي
- ناروتو شيبودن: ألتيميت نينجا ستورم ريفولوشن - ساي
- ناروتو شيبودن: ألتيميت نينجا ستورم 4 - ساي
- فاير إمبلم فيتس - هاياتو
- ميجا مان 11 - ميجا مان
- بليزبلو كروس تاغ باتل - ميركافا
- تيلز أوف زيستيريا - أتاك، وارديل، أميثور
- تيلز أوف بيرسيريا - روكورو رانغيتسو

## وصلات خارجية
- بنجامين ديسكين على موقع IMDb (الإنجليزية)
- بنجامين ديسكين على موقع ألو سيني (الفرنسية)
- بنجامين ديسكين على موقع ميوزك برينز (الإنجليزية)
- بنجامين ديسكين على موقع أول موفي (الإنجليزية)
- بنجامين ديسكين على موقع قاعدة بيانات الفيلم (الإنجليزية)
- بنجامين ديسكين على موقع كينوبويسك (الروسية)
- بنجامين ديسكين على موقع ANN person (الإنجليزية)